# غنغ بشتكوه (شميل)
غنغ بشتکوه (بالفارسية: گجگ پشتکوه) هي قرية تقع في إيران في بشتکوه شمیل بالفارسیه پشتکوه شمیل . 
قسم شميل الريفي .ناحیه شمیل.(مقاطعة بندر عباس)|قسم شمیل الريفي]]. يقدر عدد سكانها بـ 223 نسمة بحسب إحصاء 2016.